# Alpaslan Öztürk
Alpaslan Öztürk (Anversa, 16 luglio 1993) è un calciatore belga naturalizzato turco, centrocampista o difensore del Pendikspor.

## Carriera

### Club
Ha giocato nella prima divisione turca ed in quella belga.

### Nazionale
Nel 2013 ha partecipato ai Mondiali Under-20 con la Turchia; in precedenza aveva giocato nella nazionale turca Under-18 ma anche nelle nazionali giovanili belghe Under-18, Under-19 ed Under-21. Nel 2021 ha poi esordito nella nazionale maggiore turca.